# 普当乡
普当乡（藏語：ཕུ་ཐང་），是中华人民共和国西藏自治区日喀则市南木林县下辖的一个乡镇级行政单位。

## 行政区划
普当乡下辖以下地区：
朗龙村、米龙村、西嘎村、普当村、娘热村和普堆村。